# Jochen Zeitz

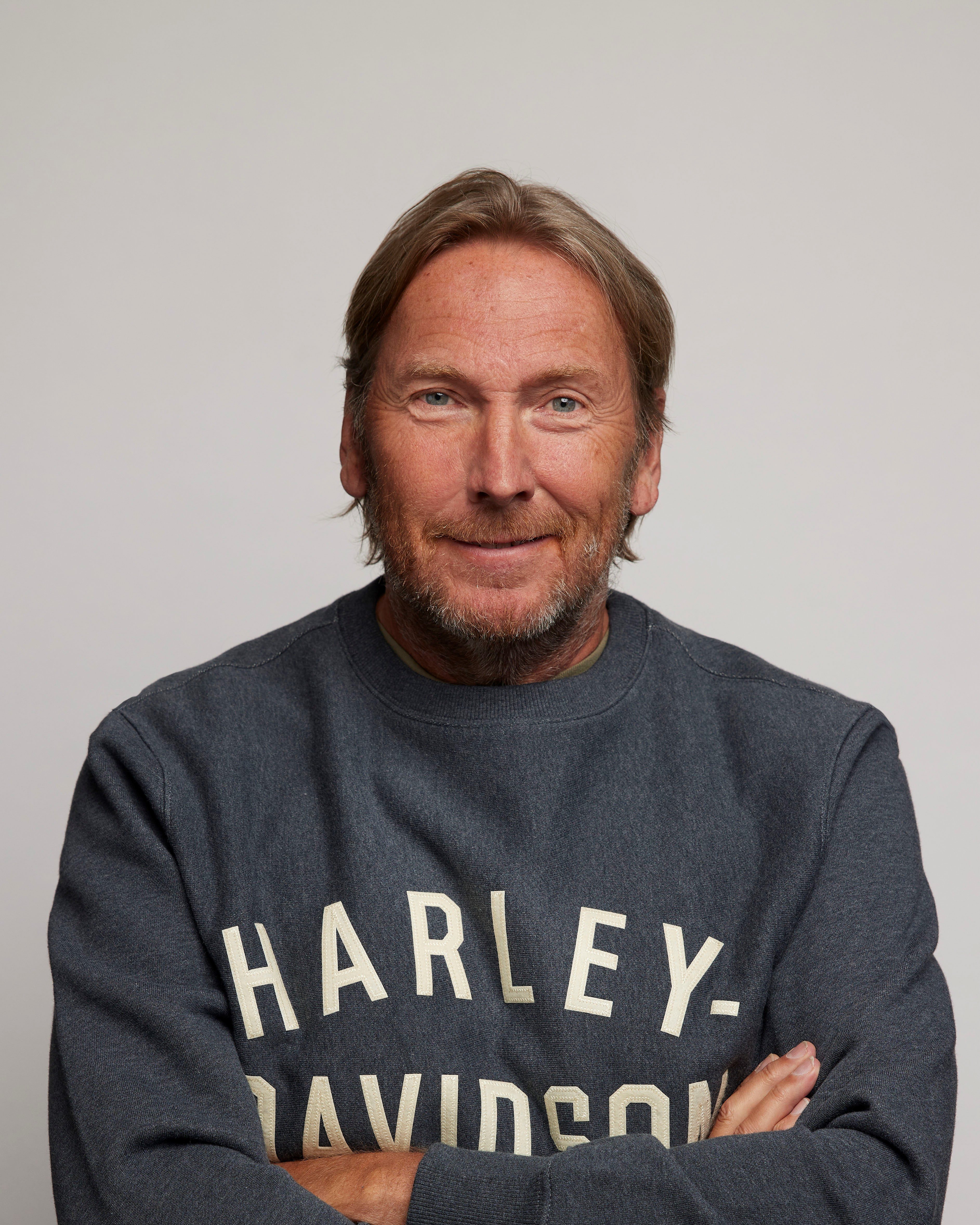

Jochen Zeitz, född 6 april 1963 i Mannheim i Tyskland, är en tysk företagare.
Jochen Zeitz började på Colgate-Palmolive 1987 och var verksam i New York och Hamburg. År 1990 kom han till Puma AG, vars chef han var 1993–2010. Han var därefter chef för Kering-gruppen, med varumärken Gucci, Balenciaga och Stella McCartney 2010–2012.
Jochen Zeitz har byggt upp en omfattande samling av samtida afrikansk konst och tagit initiativ till grundandet av Zeitz Museum of Contemporary African Art i Kapstaden i Sydafrika.
Han äger och driver Segera Retreat i Kenya.